# Rachel Hachlili

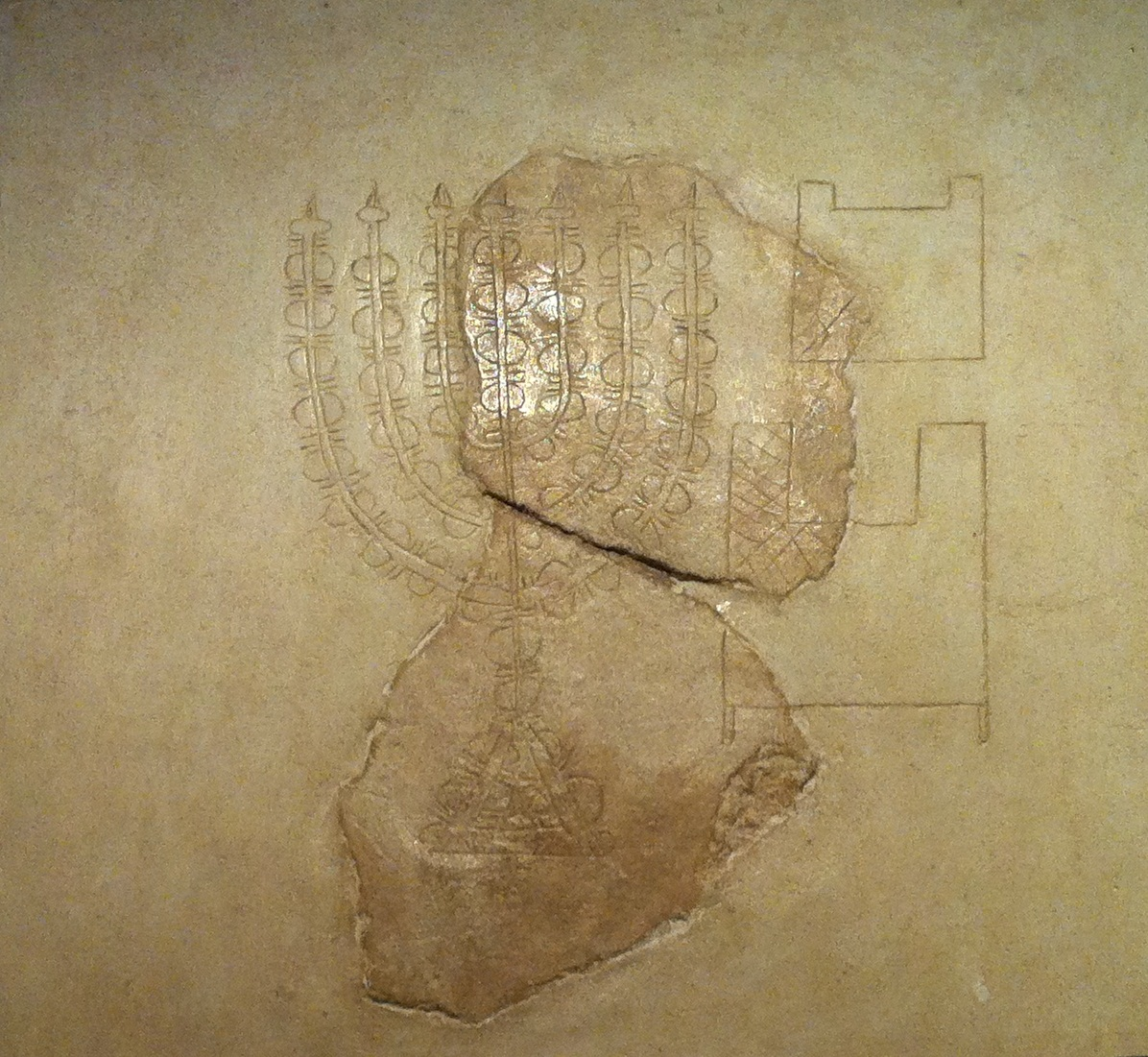
Dieses Graffito im Herodianischen Quartier in Jerusalem ermöglichte Rachel Hachlili, das Aussehen der Menora im Zweiten Tempel zu rekonstruieren.

Rachel Hachlili (רחל חכלילי andere Transkriptionen: Rachel Chachlili, Rāḥēl Ḥa̱klîlî; * 2. Januar 1935 in Tel Aviv; † 12. Januar 2019) war eine israelische Klassische Archäologin. Sie hatte von 1984 bis zu ihrer Emeritierung einen Lehrstuhl an der Universität Haifa inne (Zinman Institute of Archaeology). Schwerpunkte ihrer wissenschaftlichen Arbeit waren antike Synagogen und jüdische Symbole. 

## Leben
Rachel Hachlili studierte ab 1959 Archäologie an der Hebräischen Universität Jerusalem (PhD 1971) und gehörte zum Schülerkreis von Michael Avi-Yonah, dessen Assistentin sie in seinen letzten Lebensjahren war. Avi-Yonahs kunsthistorischer Ansatz prägte Hachlilis Forschung. Ihre Doktorarbeit verfasste sie über Sacred Architecture and Decoration in the Hellenistic-Roman East.
Hachlili leitete die Rettungsgrabungen in der jüdischen Nekropole von Jericho (1975–1978) und die Untersuchung der Synagoge von Qaṣrin im Golan, letzteres zusammen mit Zvi Ma’oz und Ann E. Killebrew. Gemeinsam mit Killebrew untersuchte sie Qazion (1992–1997), ein im Norden an der Grenze zwischen Phönizien und Galiläa gelegenes kultisches Zentrum.
Bereits als Studentin hatte Hachlili drei Jahre (1966–1968) im Jewish Museum New York gearbeitet. Sie war Co-Kuratorin verschiedener Ausstellungen des Israel Museums Jerusalem und entwickelte die Dauerausstellung (sowie verschiedene Sonderausstellungen) des Hecht Museums in Haifa.

## Veröffentlichungen (in Auswahl)
- The Niche and the Ark in Ancient Synagogues. In: Bulletin of the American Schools of Oriental Research 223 (Oktober 1976), S. 43–53.
- The Zodiac in Ancient Jewish Art: Representation and Significance. In: Bulletin of the American Schools of Oriental Research 228 (Dezember 1977), S. 61–77.
- Ancient Jewish Art and Archaeology in the Land of Israel. Brill, Leiden / New York / Kopenhagen / Köln 1988. ISBN 90-0408115-1.
- Ancient Jewish Art and Archaeology in the Diaspora. Brill, Leiden / Boston / Köln 1998. ISBN 9004108785.
- The Menorah, the Ancient Seven-armed Candelabrum: Origin, Form, and Significance, Brill Leiden / Boston / Köln 2001. ISBN 90-04-12017-3.
- The Zodiac in Ancient Jewish Synagogal Art: A Review. In: Jewish Studies Quarterly 9 (2002), S. 219–258 (Digitalisat).
- Jewish Funerary Customs. Practices and Rites in the Second Temple Period (= Journal of the Study of Judaism. Supplement 94). Brill, Leiden / Boston / Köln 2005, ISBN 90-04-12373-3.
- Ancient Mosaic Pavements. Themes, Issues, and Trends. Selected Studies. Brill, Leiden / Boston / Köln 2009. ISBN 978-90-04-16754-4.
- Ancient Synagogues – Archaeology and Art: New Discoveries and Current Research (= Handbook of Oriental Studies, Section 1: Ancient Near East. Band 105). Brill, Leiden / Boston / Köln 2013. ISBN 978-90-04-25773-3.
- The Menorah. Evolving into the Most Important Jewish Symbol. Brill, Leiden / Boston 2018. ISBN 978-90-04-37502-4.